# Meshrep
Il meshrep (in uiguro:مەشرەپ, мәшрәп, mäxräp; in cinese: 麦西热甫S, màixīrèfǔP) è un momento conviviale di celebrazioni tipico degli uiguri durante il quale si tengono diverse attività di intrattenimento, come musica, canto, danza, poesia, recitazione, artigianato e prove di coraggio.

## Storia
Il meshrep ha origini agricole e nasce come forma di intrattenimento tra i contadini dopo lunghe giornate di lavoro nei campi. Si ritiene che le prime forme di questo rituale comprendessero elementi religiosi uniti a momenti di svago, come dimostrato dai dipinti raffiguranti delle danze con totem volte alla venerazione degli dei sciamanici che sono stati rinvenuti nelle grotte di Ghulja, Turpan e di altri siti archeologici dello Xinjiang. Altre attività tipiche dei meshrep erano le celebrazioni del raccolto, della guerra, della caccia e dei villaggi, nonché danze e rituali giunte anche in tempi moderni.
Con lo sviluppo economico che la Cina ha iniziato a vivere a partire dagli anni '80, l'arte del meshrep ha subito un forte declino. Durante la rivoluzione culturale le autorità cinesi bandirono e scoraggiarono queste attività, e dopo gli scontri del 1997 avvenuti a Ghulja vennero ufficialmente sospesi in tutto lo Xinjiang.
Nel 2003 si assistette a primi tentativi di commercializzazione del meshrep. Vennero finanziate delle performance professionali televisive da parte di imprenditori e organizzazioni a scopo di lucro che snaturarono il meshrep del suo significato originale.

## Descrizione
Gran parte delle attività che si tengono durante un meshrep includono piccole scene teatrali improvvisate che inscenano in maniera esagerata le conseguenze del non aver rispettato le norme sociali. Similmente al muqam, anche il meshrep include la tradizionale musica uigura.
Un meshrep è tipicamente incentrato sui valori socioculturali del popolo uiguro, come la religione, la giurisprudenza, la letteratura, la musica, gli sport e persino la storia del popolo e la filosofia. Ognuno di questi eventi differisce dalla regione, dalla circostanza e dal luogo in cui esso si tiene. I partecipanti assumono simultaneamente i ruoli di spettatori e di performer, il ché rafforza l'equità e la partecipazione di ogni classe sociale. Ogni attività è caratterizzata dall'improvvisazione: ad esempio il qoshaq è una forma spontanea di canto o di lirica che può essere eseguita anche dal pubblico, e incentiva l'artista ad esprimere le proprie opinioni nella lingua uigura.
Nella società contemporanea uigura il meshrep è motivo di orgoglio nazionale e svolge un'importante funzione di istituzione sociale, tant'è che nel 2010 è stato inserito nella lista del patrimonio culturale immateriale che necessita di urgente tutela dell'UNESCO.